# Giacomo Raspadori
Giacomo Raspadori (ur. 18 lutego 2000 w Bentivoglio) – włoski piłkarz, występujący na pozycji napastnika we włoskim klubie SSC Napoli oraz w reprezentacji Włoch. Zwycięzca Mistrzostw Europy 2020. 
Wychowanek Sassuolo. Uczestnik Mistrzostw Europy 2024.

## Kariera klubowa

### Wczesna kariera
Giacomo Raspadori jako junior trenował w lokalnym klubie Progresso.

### US Sassuolo Calcio
9 sierpnia 2018 r. podpisał swój pierwszy profesjonalny kontrakt z Sassuolo. Zadebiutował w meczu Serie A z Atalantą.

### SSC Napoli
20 sierpnia 2022 roku Napoli wypożyczyło Raspadoriego na rok z obowiązkiem wykupu. 14 września strzelił swojego pierwszego gola w Lidze Mistrzów w wygranym 3:0 wyjazdowym meczu z Rangers. 4 października zdobył dwie bramki i zaliczył asystę w wygranym 6:1 spotkaniu z Ajaxem na wyjeździe. 12 października strzelił gola w wygranym 4:2 meczu z Ajaxem, dzięki czemu jego drużyna awansowała do fazy pucharowej.

## Kariera reprezentacyjna

### Wczesna kariera
Raspadori wziął udział w Mistrzostwach Europy U-19 2019 z reprezentacją Włoch do lat 19, zdobywając jedną bramkę w turnieju.
Zadebiutował w kadrze Włoch U-21 3 września 2020 roku w towarzyskim meczu przeciwko Słowenii. Wystąpił także w Mistrzostwach Europy U-21  2021, gdzie strzelił jednego gola w fazie grupowej.

### Reprezentacja
W czerwcu 2021 roku Raspadori został powołany przez selekcjonera Roberto Manciniego do ostatecznej 26-osobowej kadry na turniej UEFA Euro 2020, mimo że wcześniej nie zadebiutował w seniorskiej reprezentacji Włoch. 4 czerwca 2021 roku zadebiutował w kadrze narodowej w towarzyskim meczu przeciwko Czechom, wchodząc na boisko w drugiej połowie za Ciro Immobile.

#### Mistrzostwa Europy 2024
Jedyne spotkanie na Euro 2020 rozegrał 20 czerwca w ostatnim meczu fazy grupowej przeciwko Walii w Rzymie, pojawiając się na boisku w drugiej połowie jako zmiennik Federico Bernardeschiego. Włosi wygrali 1:0 i zajęli pierwsze miejsce w grupie. 11 lipca Raspadori zdobył mistrzostwo Europy wraz z reprezentacją Włoch, która pokonała Anglię w finale po rzutach karnych 3:2 (po remisie 1:1 w dogrywce) na Wembley.

## Statystyki

### Klubowe
(aktualne na 23 lutego 2025)
| Klub                 | Sezon                | Liga                 | Liga    | Liga   | Puchar kraju | Puchar kraju | Europa  | Europa | Suma    | Suma   |
| Klub                 | Sezon                | Liga                 | Występy | Bramki | Występy      | Bramki       | Występy | Bramki | Występy | Bramki |
| -------------------- | -------------------- | -------------------- | ------- | ------ | ------------ | ------------ | ------- | ------ | ------- | ------ |
| Sassuolo             | 2018/2019            | Serie A              | 1       | 0      | —            | —            | —       | —      | 1       | 0      |
| Sassuolo             | 2019/2020            | Serie A              | 11      | 2      | 2            | 0            | —       | —      | 13      | 2      |
| Sassuolo             | 2020/2021            | Serie A              | 27      | 6      | 1            | 0            | —       | —      | 28      | 6      |
| Sassuolo             | 2021/2022            | Serie A              | 36      | 10     | 1            | 0            | —       | —      | 37      | 10     |
| Sassuolo             | 2022/2023            | Serie A              | 1       | 0      | 1            | 0            | —       | —      | 2       | 0      |
| Sassuolo             | Łącznie              | Łącznie              | 76      | 18     | 5            | 0            | —       | —      | 81      | 18     |
| Napoli (wyp.)        | 2022/2023            | Serie A              | 25      | 2      | 1            | 0            | 7       | 4      | 33      | 6      |
| Napoli               | 2023/2024            | Serie A              | 37      | 5      | 1            | 0            | 8       | 1      | 47      | 6      |
| Napoli               | 2024/2025            | Serie A              | 15      | 3      | 3            | 0            | —       | —      | 18      | 3      |
| Podsumowanie Kariery | Podsumowanie Kariery | Podsumowanie Kariery | 153     | 28     | 11           | 0            | 15      | 5      | 180     | 33     |

### Reprezentacyjne
(aktualne na 17 października 2023)
| Reprezentacja | Rok     | Występy | Mecze |
| ------------- | ------- | ------- | ----- |
| Włochy        | 2021    | 7       | 1     |
| Włochy        | 2022    | 10      | 4     |
| Włochy        | 2023    | 7       | 1     |
| Włochy        | 2024    | 12      | 1     |
| Łącznie       | Łącznie | 36      | 7     |

## Sukcesy

### SSC Napoli
- Mistrzostwo Włoch: 2022/2023

### Reprezentacyjne
- Mistrzostwo Europy: 2020